# Stefan Schwietert
Stefan Schwietert (* 29. Januar 1961 in Eßlingen am Neckar, Deutschland) ist ein Filmregisseur und Dokumentarfilmer. Er besitzt die deutsche und schweizerische Staatsbürgerschaft. Er ist seit 2014 Professor für Dokumentarfilmregie an der Filmuniversität Babelsberg Konrad Wolf.

## Leben
Stefan Schwietert wurde in Eßlingen am Neckar (damalige Schreibweise) geboren und wuchs in Therwil, Kanton Basel-Landschaft (Schweiz), auf.
Seine ersten Filmerfahrungen machte Schwietert direkt nach der Matur (1979) in der Videogenossenschaft Basel mit Experimentalvideos und Filmen zu den Schweizer Jugendunruhen.
1980/81 reiste Schwietert nach Brasilien, wo er als Regieassistent für TV Globo im Bereich Musikfilm tätig war. 1981 absolvierte er am California Art Institute in San Francisco ein Gastsemester. Nach einem Zwischenspiel an der Freien Universität Berlin studierte Schwietert von 1984 bis 1990 an der Deutschen Film- und Fernsehakademie Berlin. Seine Abschlussarbeit, der Spielfilm Sprung aus den Wolken (1991), hatte Premiere im Wettbewerb des Filmfestivals von Locarno und wurde an diverse internationale Festivals eingeladen. Nach Studienabschluss gründete Schwietert die Produktionsfirma Neapel Film. Seitdem arbeitet er vorwiegend dokumentarisch, sowohl fürs Kino als auch fürs Fernsehen. Die thematischen Schwerpunkte seines Schaffens liegen in den Bereichen Musik und Gesellschaft.
1994 stellte Schwietert seinen ersten langen Dokumentarfilm vor: Der Schatten ist lang, ein aus den Begegnungen mit dessen Bekannten und Freunden aus dem roten Wien hervorgegangenes Porträt über den Wiener Theaterautoren Jura Soyfer. Zwei Jahre später folgte A Tickle in the Heart, ein schwarz-weisser Kinofilm über das jüdische Klezmer-Trio Epstein Brothers. Mit dem mehrfach ausgezeichneten Film gelang Schwietert der internationale Durchbruch.
Es folgten weitere dokumentarische Musikfilme. El Acordeón del Diablo (2000) ist ein von Gabriel Garcia Márquez’ magischem Realismus inspirierter Film über Musik und Legenden an der kolumbianischen Karibik-Küste. In Voyage Oriental (2001) begleitet er die George Gruntz Concert Jazz Band in die Türkei. Liebeslieder (2001) kombiniert Originalversionen von Liedern des französischen Komponisten Gabriel Fauré in der Interpretation der Sopranistin Barbara Hendricks mit Jazz-Versionen des Treya Quartetts.
In Schwarze Madonna (2004) begleitet Schwietert den französischen Tubaspieler Michel Godard bei der Vertonung der Musikhandschrift Codex 121 im Kloster Einsiedeln. In Big Band Poesie (2007) zeichnet er die wechselvolle Geschichte des Vienna Art Orchestra nach. 2011 entstand Balkan Melodie (2012), in welchem Schwietert auf den Spuren des Schweizer Musikexperten Marcel Cellier ins musikalische Rumänien und Bulgarien vor der Wende eintaucht und die Zuschauer nochmals an dessen Entdeckungen teilhaben lässt: der Musik des Panflötisten Gheorghe Zamfir und den Stimmen des bulgarischen Frauenchors Le Mystère des Voix Bulgares.
Immer wieder setzt sich Schwietert in seinen Filmen damit auseinander, welche Rolle Musik und Tradition in einer sich wandelnden Gesellschaft spielen. So führt in Das Alphorn (2003) die Geschichte des Instruments über die Beschäftigung mit Schweizer Brauchtum und Tradition bis in die heutige Jazzszene. In Accordion Tribe (2004) begleitet Schwietert die internationale Akkordeon-Gruppe Accordion Tribe während Proben und Konzerten, zeichnet in der Begegnung mit den einzelnen Bandmitgliedern aber auch die Herkunft der modernen Akkordeon-Musik aus der Folklore nach. In Heimatklänge (2007), seinem bisher erfolgreichsten Film, setzt er sich ausgehend von den nonverbalen Gesängen der Alpen – etwa dem Juchzen und Jodeln – mit dem ältesten Instrument, der menschlichen Stimme, auseinander und stellt mit Erika Stucky, Christian Zehnder und Noldi Alder einige der innovativsten Schweizer Performancekünstler und Vokalartisten der Gegenwart vor.
Stefan Schwietert lebt und arbeitet in Berlin und Therwil (Schweiz). Er dreht seine eigenen Filme, betreut Dokumentarfilmprojekte junger Kollegen und unterrichtet an verschiedenen Filmhochschulen, namentlich der Zürcher Hochschule der Künste und der Deutschen Film- und Fernsehakademie Berlin.

## Filmografie

### Spielfilme
- 1986: Das Topolino Projekt (Kurzfilm, 40 Minuten)
- 1987: Tapez 36-15 Code Gobra (Kurzfilm, 14 Minuten)
- 1991: Sprung aus den Wolken (79 Minuten)

### Dokumentarfilme
- 1994: Der Schatten ist lang (Fernsehfilm, 67 Minuten)
- 1996: A Tickle in the Heart (83 Minuten)
- 1998: Im Warteraum Gottes (Fernsehfilm, 65 Minuten)
- 2000: El Acordeón del Diablo (90 Minuten)
- 2000: Voyage Oriental (Fernsehfilm, 60 Minuten)
- 2001: Liebeslieder (Fernsehfilm, 60 Minuten)
- 2003: Das Alphorn (76 Minuten)
- 2004: Schwarze Madonna (Fernsehfilm, 45 Minuten)
- 2005: Accordion Tribe (87 Minuten)
- 2007: Heimatklänge (90 Minuten)
- 2007: Big Band Poesie (Fernsehfilm, 59 Minuten)
- 2010: 24 Stunden Berlin (Segment Daniel Barenboim, Fernsehfilm)
- 2012: Balkan Melodie
- 2015: Imagine Waking Up Tomorrow and All Music Has Disappeared

## Auszeichnungen
- 1996: Bayerischer Filmpreis für A Tickle in the Heart
- 1996: Artur-Brauner-Filmpreis für A Tickle in the Heart
- 1996: Best Documentary Chicago Film Festival für A Tickle in the Heart
- 2000: Nominierung Schweizer Filmpreis (Bester Dokumentarfilm) für El Acordeón del Diablo
- 2004: Best Documentary Trento für Das Alphorn
- 2005: Schweizer Filmpreis (Bester Dokumentarfilm) für Accordion Tribe
- 2005: Publikumspreis Würzburg für Accordion Tribe
- 2005: Schweizer Filmperle  (arttv.ch) Prize Best film of the Year für Accordion Tribe
- 2007: Nomination für den Europäischen Filmpreis (Prix Arte) in der Kategorie Dokumentarfilm für Heimatklänge
- 2007: Berlinale Forum C.I.C.A.E. Award für Heimatklänge
- 2007: Leserpreis des Tagesspiegel für Heimatklänge
- 2007: Visions du Réel Publikumspreis für Heimatklänge
- 2007: Best Documentary San Luis, Argentina für Heimatklänge
- 2007: Best Music Film Athens International Filmfestival für Heimatklänge
- 2008: Schweizer Filmpreis (Bester Dokumentarfilm) für Heimatklänge
- 2012: Würdigungspreis der Stadt Freistadt, Heimatfilmfestival Freistadt
- 2012: Nomination für den Schweizer Filmpreis (Bester Dokumentarfilm) für Balkan Melodie